# Johann Baptist Seitz
Johann Baptist Seitz (* 1786 in München; † 1850 ebenda) war ein deutscher Bildhauer und Kupferstecher.

## Leben und Werk
Seitz erlernte zuerst Gravieren und Stechen, danach bei Roman Anton Boos das Modellieren und schließlich die Uhrmacherei. Er arbeitete für das Mathematisch-Feinmechanische Institut und studierte Geometrie und Architektur. Danach fand er eine Anstellung im Topographischen Bureau, zuerst als Zeichner und dann als Kupferstecher. Sein Hauptwerk ist ein von Ludwig I. 1841 in Auftrag gegebenes Stadtmodell Münchens; Friedrich von Gärtner überwachte ab 1843 die Arbeiten. Bei Seitz’ Tod 1850 war das Modell zu zwei Dritteln vollendet. Es wurde ab 1853 von seinem Sohn Franz von Seitz fortgeführt und von 1858 bis 1863 von Anselm Sickinger.